# Ken Van Sant
Ken Van Sant ist ein US-amerikanischer Schauspieler und Kameramann.

## Leben
Seit 2004 tritt Van Sant als Schauspieler in Erscheinung: In diesem Jahr hatte er eine Rolle im Film Peter Rottentail. Zuvor fungierte er lediglich als Kameramann, unter anderem in der Dokumentation Rape in a Small Town: The Florence Holway Story. Es folgten weitere Rollen in Low-Budget-Filmen und B-Movies und er spielte sich in den Stamm-Cast des Filmproduzenten Mark Polonias.

## Filmografie
- 2004: Peter Rottentail
- 2005: Razorteeth
- 2005: Black Mass
- 2007: Splatter Beach
- 2007: WildCat
- 2008: Monster Movie
- 2009: HalloweeNight
- 2009: Muckman
- 2011: E.V.E. of Destruction
- 2012: The Dark Sleep
- 2013: Captain Battle: Legacy War
- 2013: Empire of the Apes
- 2013: Chainsaw Killer
- 2014: Camp Blood First Slaughter
- 2015: Amityville Death House
- 2015: Jurassic Prey
- 2015: Queen Crab – Die Killerkrabbe (Queen Crab)
- 2016: Bigfoot Vs. Zombies
- 2016: Sharkenstein
- 2016: Triclops
- 2017: Amityville Exorcism
- 2017: It Kills
- 2019: Bride of the Werewolf